# Les Joyeux Débuts de Butch Cassidy et le Kid
Série
Butch Cassidy et le Kid
(1969)
Pour plus de détails, voir Fiche technique et Distribution.
Les Joyeux Débuts de Butch Cassidy et le Kid (Butch and Sundance: The Early Days) est un film américain réalisé par Richard Lester, sorti en 1979. C'est une préquelle du film de 1969 Butch Cassidy et le Kid.

## Synopsis
Butch Cassidy (Tom Berenger), libéré de prison rencontre dans un saloon celui qui sera son compagnon de galère, Sundance Kid (William Katt). Ils s'associent et commettent plusieurs délits. Recherchés  par le shérif Bledsoe (Jeff Corey) et ignorant les menaces de celui-ci, les deux hommes continuent leurs méfaits.

## Fiche technique
- Titre original : Butch and Sundance: The Early Days
- Titre français : Les Joyeux Débuts de Butch Cassidy et le Kid
- Réalisation : Richard Lester
- Scénario : Allan Burns
- Photographie : László Kovács
- Musique : Patrick Williams
- Pays d'origine : États-Unis
- Format : Couleurs - 1,85:1 - Stéréo
- Genre : western
- Durée : 115 minutes
- Date de sortie : 1979

## Distribution
- William Katt (VF : Pierre Guillermo) : Sundance Kid / Harry Alonzo Longabaugh
- Tom Berenger (VF : Bernard Murat) : Butch Cassidy / Robert Leroy Parker
- Jeff Corey (VF : Philippe Dumat) : Shérif Ray Bledsoe
- John Schuck : Kid Curry / Harvey Logan
- Michael C. Gwynne : Mike Cassidy
- Peter Weller (VF : Alain Dorval) : Joe Le Fors
- Brian Dennehy (VF : Marc de Georgi) : O.C. Hanks
- Christopher Lloyd : Bill Tod Carver
- Jill Eikenberry : Mary Parker
- Peter Brocco : Vieux voleur
- Vincent Schiavelli : Garde
- Jack Riley : Messager
- John Megna : Hors-la-loi
- Noble Willingham : Capitaine Prewitt
- Elya Baskin : Comptable
- Joel Fluellen : Jack